# Boa Aldeia
Boa Aldeia ist eine ehemalige Gemeinde (Freguesia) im portugiesischen Kreis Viseu. In ihr leben 518 Einwohner (Stand 30. Juni 2011).
Zum 29. September 2013 wurde die Gemeinde Boa Aldeia im Zuge der administrativen Neuordnung mit den Gemeinden Torredeita und Farminhão zur neuen Gemeinde União das Freguesias de Boa Aldeia, Farminhão e Torredeita zusammengeschlossen. Hauptsitz der neuen Gemeinde wurde Torredeita.